# Cantharis flavilabris
Cantharis flavilabris (лат.) — вид жуков-мягкотелок.

## Описание
Длина тела взрослых насекомых (имаго) 5–7,5 мм. Переднеспинка иногда с чёрным пятном. Щиток чёрный. Основание брюшка затемнено.

## Экология
Обитают большей частью на лугах.

## Распространение
Вид встречается в Западной Европе, Турции, Белоруссии, Эстонии, Латвии, Литве, Украине, Европейской части России, Армении.